# Kourtney Kardashian
Kourtney Mary Kardashian Barker (n. 18 aprilie 1979, Los Angeles, California, SUA) este o personalitate TV americană, bussines woman, model și autor.  Din anul 2007, ea împreună cu familia ei apar în serialul reality Keeping Up With The Kardashians.

## Viața personală
Kourtney a fost născută în Los Angeles, California, Statele Unite. Ea are două surori mai mici, Kim și Khloe și un frate mai mic, Robert. În 1991, părinții ei au divorțat, iar mama ei s-a căsătorit cu Bruce Jenner. Din timpul acestui mariaj, Kourtney mai are două surori, Kylie și Kendall.
Pe 15 mai 2022 s-a căsătorit cu bateristul Travis Barker. 

## Legături externe
- Kourtney Kardashian la Internet Movie Database